# Fernando Gallego Herrera
Fernando Gallego Herrera (Villoria, Salamanca, 14 de febrero de 1901 - Pamplona, 10 de junio de 1973) fue un inventor, ingeniero y aviador a principios del siglo XX.

## Reseña biográfica

### Estudios
Tras estudiar en la escuela de Villoria, en 1912 comenzó a estudiar en el Colegio Calatrava de Salamanca, regentado por entonces por frailes agustinos. En el tercer curso de Bachillerato el centro creó un premio a la excelencia estudiantil que le fueron otorgando a Fernando Gallego desde ese año en adelante. En 1916 recibió otro premio por ser el mejor alumno del colegio y, en 1917, el centro le otorgó un premio extraordinario. En 1919 el colegio le concedió una medalla de oro por su rendimiento y su buen comportamiento.
En 1926 terminó sus estudios en la Escuela de Ingenieros de Caminos, Canales y Puertos de Madrid. Por sus buenas calificaciones, la Escuela le otorgó el Premio Escalona, que había sido creado por el ingeniero Eduardo Escalona y Casilari y que estaba dotado de 2 000 pesetas.
Estudió también Derecho en la Universidad Central de Madrid y dominaba cuatro idiomas.

### Línea de tren y estación de Francia en Barcelona
Cuando terminó los estudios de ingeniero, en Barcelona se quería convertir en subterráneo el ferrocarril eléctrico que iba a Sarriá desde la plaza de Cataluña a la avenida de Alfonso XIII (que forma parte de la actual línea 6 del metro de Barcelona). Una empresa había intentado hacerlo, sin éxito. En 1926 la empresa Materiales y Obras S. A., que había contratado como ingeniero a Fernando Gallego, recibió la adjudicación definitiva de la obra. En estas obras, llamadas formalmente Proyecto transformación del ferrocarril eléctrico de Sarriá a Barcelona en parte subterráneo y en parte elevado y de las urbanizaciones de las calles Balmes, Carril y Avenida de Sarriá, Gallego utilizó sistemas que había patentado como el de grandes bóvedas de techo de doble arista y el de rótula de arco para hormigón armado o sin armar.
Por entonces se dedicó también al diseño, el cálculo y la dirección de la obra de la estructura de la estación de Francia en Barcelona. El arquitecto de este edificio fue Pedro Muguruza. El vestíbulo de la estación fue realizado por Raimundo Durán Reynals y la decoración fue obra de Santiago Marco i Urrútia. La estación fue construida entre 1926 y 1929.

### Obras en la provincia de Salamanca
En 1926 presentó un proyecto a la Diputación de Salamanca para construir un puente sobre el río Merdero en Babilafuente con el sistema Cantilever y elementos diseñados por él mismo. Dirigió las obras personalmente en agosto de 1927 del que se conoció como Puente Gallego.
En 1927, por encargo de la Diputación de Salamanca, realizó un camino de Bañobárez a Lumbrales y otro camino en Vega de Tirados.
En 1927, el alcalde de Villoria, Pascual Casón, le encargó el proyecto para un camino entre Encinas de Abajo y Cantalapiedra que pasase por Villoria. Gallego planteó la construcción de una carretera y estuvo en contacto con alcaldes, el gobernador civil y, en 1931, con el ministro de Obras Públicas Indalecio Prieto con este propósito. Sin embargo, la carretera no se construyó hasta los años 1940-1950, aunque siguiendo el mismo recorrido propuesto por él. Para este recorrido se usaría el puente construido por Gallego en Babilafuente. En la década de 1990 se amplió la carretera y el puente fue demolido.

### Puente de arco funicular
En 1928, publicó en la revista El Constructor y en la revista Auxiliar de la Ingeniería información sobre un invento suyo que llamó "arco funicular". Ese mismo año escribió el libro El arco funicular. Ensayo sobre un nuevo sistema de puente. En la década de 1940 construyó, en su finca de Logroño, una maqueta de un puente de 25 metros de largo con esta técnica.
Este sistema permitiría abaratar la construcción, ahorrándose, entre otras cosas, el acero corrugado de las armaduras. En su diseño se desplazaba los esfuerzos desde el tablero, mediante tímpanos, hasta los nudos o articulaciones del arco donde se unen las dovelas. De esta forma, todo el conjunto sostiene el peso a compresión en un arco o en un puente.

### Túnel submarino
En 1928, diseñó una forma de cruzar el estrecho de Gibraltar mediante un tubo sumergido a unos 25 metros de profundidad que incluía dos vías de tren, una carretera para automóviles y andenes para personas. Con este propósito, el 10 de septiembre de 1928 registró la patente de su "sistema de cimientos invertidos o de flotación".
En septiembre de ese mismo año, presentó en el Ministerio de Fomento del gobierno de Miguel Primo de Rivera una instancia solicitando informes favorables para el proyecto junto con una memoria de 208 páginas y 10 planos. Se explicaba que debían fabricarse en tierra 65 segmentos tubulares de 200 metros de largo y 26 de ancho, para luego unirse entre ellos para crear un tubo que tendiese a la flotación pero que no llegase a emerger por estar sostenido por unos cables de acero a hormigón colocado en el fondo marino.
El 3 de enero de 1929, Alfonso XIII le dio permiso a Gallego para tomar datos en la zona del estrecho de Gibraltar para su proyecto. El 27 de febrero de 1929 Mateo García de los Reyes, del Ministerio de Marina y siguiendo órdenes de Alfonso XIII, le pasó a Fernando Gallego los resultados de tareas de medición ya realizadas ahí.
La idea fue comentada en diversas publicaciones estadounidenses como el New York Evening Post del 16 de enero de 1929, el New America del 14 de abril de 1929 y Science and Invention de julio de 1929. Ole Singstad, ingeniero jefe del túnel Holland, consideró el proyecto del tubo submarino "original e interesante" y el político inglés William Bull, presidente inglés del Comité del Túnel del Canal de la Mancha, dijo que posiblemente el proyecto era viable.
Fernando Gallego llegó a plantear la posibilidad de aplicar esta solución a la unión entre Brooklyn y Staten Island por el río Hudson, a la desembocadura del río Tajo en Portugal, a la unión entre Inglaterra y Francia por el Canal de la Mancha, a una unión entre Dinamarca y Suecia y al cruce del Bósforo en Turquía.
El Ministerio de Asuntos Exteriores de España envió una Real Orden, el 27 de mayo de 1929, a los embajadores de España en Portugal, Estados Unidos, Suecia, Dinamarca y Turquía para que propusiesen la idea de Fernando Gallego.
En la Exposición Internacional de Barcelona y en la Exposición Iberoamericana de Sevilla de 1929, exhibió esta idea. En marzo de 1929 habló de ello en Unión Radio y en junio en el Alto Comisionado de Marruecos y en el Instituto de Ingenieros Civiles.
La revista África se hizo eco, el 1 de enero de 1930, de una conferencia impartida por el militar Pedro Jevenois Labernarde en Ceuta sobre cómo cruzar el estrecho de Gibraltar y de otra de Fernando Gallego, impartida días después en la misma ciudad sobre el mismo asunto:

Otra conferencia sobre el proyecto de enlace por auto y ferrocarril entre las dos orillas del Estrecho estará a cargo del Ingeniero de Caminos don Pedro Gallego Herrera. La personalidad científica de este ingeniero es muy conocida en los medios españoles y también, y muy particularmente, en los del extranjero. El Sr. Gallego, como ya dijimos en ocasión de su primera visita a Marruecos, relacionada con este mismo asunto, es autor de un proyecto de enlace de España y África. Difiere del proyecto del Sr. Jevenois. El suyo consiste en la construcción de un verdadero tubo que irá situado a unos veinte metros de profundidad, capaz para doble vía de ferrocarril, una gran pista para automóviles y andenes de peatones. La justificación técnica respecto a la posibilidad realizable de la idea ha merecido la aprobación de los organismos competentes. El Sr. Gallego es autor de siete proyectos parecidos de comunicación relativos a pasos situados en distintos países. Uno se refiere a la comunicación bajo el rio Hudson , que mereció comentarios muy detenidos y altamente elogiosos de la prensa neoyorquina.
Revista África, 1 de enero de 1930

Fernando Gallego dio otra conferencia en Tetuán sobre este asunto en enero de 1930. En junio de 1936  estuvo en Ankara para dar conferencias sobre su idea para cruzar el Bósforo.
En junio de 1944, durante la Segunda Guerra Mundial, los estadounidenses y británicos llevaron a cabo el desembarco de Normandía. El 16 de septiembre de 1944 la revista inglesa The Sphere publicó un gráfico de un puerto artificial de acero y hormigón usado en esta operación. Fernando Gallego tuvo acceso a este gráfico y a noticias de la radio que hablaban de estructuras flotantes sostenidas por cables usadas en el desembarco. El 1 de noviembre de 1944 Fernando Gallego escribió una carta al director de La gaceta regional de Salamanca donde afirmaba que estos elementos se habían implementado en la guerra en base al "sistema de cimientos de gravedad invertida o de flotación" patentado por él en 1928 para el paso del estrecho de Gibraltar. El 17 de noviembre de 1944 envió otra carta sobre este asunto al periódico Nueva Rioja.

### Cargos públicos en España
El 15 de enero de 1931 fue nombrado ingeniero tercero en la Dirección de Obras Hidráulicas. El 1 de febrero fue destinado a la jefatura de Obras Públicas de Zamora. El 15 de noviembre fue ascendido a ingeniero segundo. El 1 de noviembre de 1934 pasó a la jefatura de León. El 6 de abril de 1935 fue expedientado por ausencias injustificadas de su puesto de trabajo. El 1 de enero de 1936 fue trasladado de León a la Dirección General de Obras Hidráulicas en Madrid. En junio de 1936 se le concedió un permiso para ausentarse de su puesto de trabajo para realizar investigaciones científicas.
En julio de 1936 estalló la Guerra Civil y, en septiembre de 1936, el Consejo de Ministros republicano decidió despedir a Fernando Gallego y a otros ingenieros por no encontrarse en zona leal a la República. Esta decisión fue publicada en la Gaceta de la República el 14 de agosto de 1938.
La guerra terminó en abril de 1939 con la victoria franquista. En julio de 1939 fue detenido por la Guardia Civil. En 1940 se le acusó de que en 1935 se había afiliado al partido Izquierda Republicana (aunque jamás pagó una cuota a esta formación) y de haber pagado en Villoria a una banda para que tocase La Internacional. En mayo de 1941 fue expulsado del Cuerpo de Ingenieros de Caminos, Canales y Puertos, en el cual no sería readmitido hasta el 2 de marzo de 1971.

### Aerogenio
En 1928 Nikola Tesla patentó en Estados Unidos el primer avión de despegue y aterrizaje vertical (VTOL), aunque no llegó a construir un prototipo.
En la primavera de 1932, Gallego se dirigió a la Oficina de la Propiedad Industrial de España para patentar un sistema de vuelo impulsado por aire comprimido que permitía el despegue y el aterrizaje vertical de una aeronave y que esta volase por la estratosfera. Llamó a su invento "aerogenio".
En noviembre de 1932 comenzó la construcción en Villoria del taller y el hangar para su aerogenio. Tardó en construir la aeronave seis meses.
En 1933 patentó este invento también en Francia y en Inglaterra.
Según Gallego, con el aerogenio se podría volar por la estratosfera de Salamanca a Madrid en 10 minutos y de Madrid a Nueva York en entre cuatro y seis horas. Podía transportar bombas o suministros. Estaba construido con hierro, lonas y madera. Su motor costaba 25.000 pesetas, pesaba 800 kilos y tenía 10 cilindros y 100 caballos de potencia.
El periódico Heraldo de Madrid recibió una invitación para ver el primer prototipo que publicó con cierta sorna el 4 de mayo de 1933.

Don Fernando Gallego Herrera nos invita a presenciar las pruebas de su aparato de vuelo por aire comprimido para la navegación vertical y por la estratosfera; pero resulta que estas pruebas se realizarán en el kilómetro 180 de la carretera de Madrid a Salamanca.

Lo que hay que hacer es mandar con la invitación—que desde luego agradecemos- uno de esos aparatos de aire comprimido para hacer el viajecito...
Periódico: Heraldo de Madrid, 4 de mayo de 1933

La demostración del aerogenio anunciada en la prensa para mayo de 1933 en Villoria no tuvo lugar porque la Dirección General de Aeronáutica Civil no lo permitió al considerarlo peligroso para las multitudes que iban a congregarse allí.
En octubre de 1933 se realizó una pequeña demostración del aparato en Villoria. En el avión iban montados Rafael Llorente Solá, militar del Ministerio de Aviación, y Brígida Herrera, madre de Fernando Gallego. En el lugar se encontraba también el jefe de Aviación Julio Adaro Terradillos. El avión se elevó pero una avería en la cubierta de la rueda del timón hizo paralizar la prueba. El periódico El Adelanto informó que no era posible alcanzar grandes velocidades con este avión pero que era un comienzo prometedor.
El 17 de mayo de 1934 La Vanguardia informaba que se había producido un incendio en Villoria que había destruido el prototipo de aerogenio de Fernando Gallego, que estaba asegurado por un valor de 35.000 pesetas.

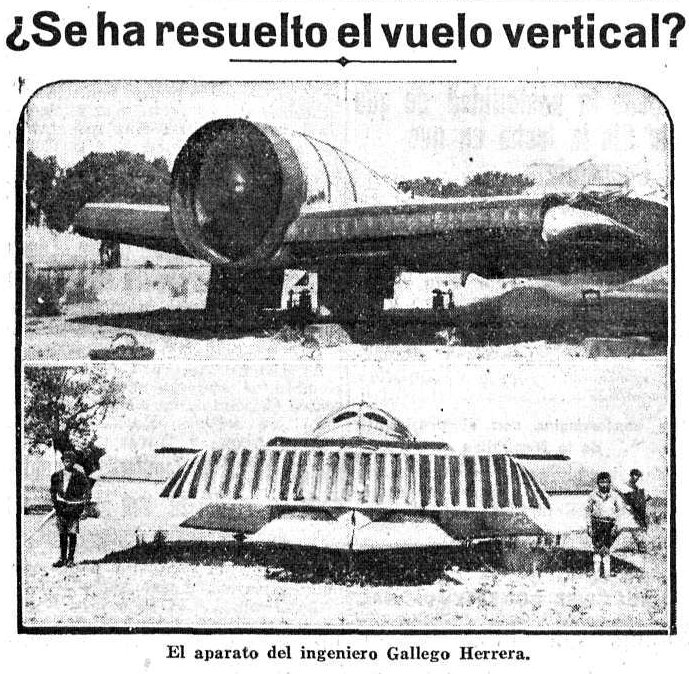
Foto del segundo prototipo de aerogenio en un artículo del periódico "El Heraldo de Madrid" en 1935.

El Heraldo de Madrid recogió a finales de 1935 la presentación del segundo modelo del prototipo.

Según noticias comunicadas de Villoria, en las pruebas realizadas durante los meses del pasado verano, el ingeniero Sr. Gallego Herrera, en un segundo modelo del aparato de su invención, y una vez vencidas ciertas dificultades del equilibrio y corregidos bastantes detalles, ha conseguido la realización del despegue vertical, obteniendo una fuerza ascencional muy superior al propio peso. En nuevo modelo del aparato volador significa la creación en el campo de la aeronáutica de un sistema totalmente distingo de los conocidos aeroplanos, o helicópteros, tan original que, propiamente hablando, carece de planos, hélice, timones y cola. La propulsión, tanto horizontal como vertical, se basa en la obtención de esfuerzos provocados' por fenómenos de encorvamiento y circulación de láminas aéreas, principios científicos descubiertos y estudiados por su autor.  Ocupa una superficie de unos 60 metros cuadrados y va equipado con un motor Pob-Joy de 85 caballos, que trabaja a 3.500 revoluciones por minuto.
Periódico: Heraldo de Madrid, 23 de noviembre de 1935

El 10 de julio de 1936 Fernando Gallego consiguió el título de piloto de clase turista.
En la década de 1940 hizo pruebas con un tercer prototipo de aerogenio en su finca de Logroño, llamada Villa Humildad. En 1949 informaba a la prensa de que lograba elevar el avión con un motor de solo 80 caballos y sin pasar de las 2 000 revoluciones por minuto.

### Presa de Asuán
El 25 de septiembre de 1960 el periódico Nueva Rioja informaba de que Fernando Gallego iba a emprender un viaje por el mundo en el que visitaría las obras de la presa de Asuán. En 1962 La Vanguardia informaba de que Fernando Gallego Herrera había llegado a París tras realizar estudios en la cuenca del Nilo para las obras de regadío planeadas con la construcción de la presa de Asuán.
En uno de sus numerosos viajes a Egipto, él y su esposa, Humildad, conocieron a Begum Om Habibeh Aga Khan, la cuarta esposa del líder chiita Aga Khan III.

### Viajes
Un grupo de españoles organizó una expedición a Japón para conmemorar el cuarto centenario de la llegada a ese país del jesuita san Francisco Javier. La comitiva, en la que estaba Fernando Gallego, salió de Barcelona el 16 de mayo de 1949 y fue en sentido oeste, realizando diversos vuelos, como uno de Nueva York a San Francisco. En cuanto llegaron a Tokio, Fernando Gallego regresó a España porque tenía asuntos que atender. El periódico Nueva Rioja informó de su llegada a Madrid el 7 de julio de ese año tras dar la vuelta al mundo, habiendo realizado 25 escalas.
El 25 de septiembre de 1960 el periódico Nueva Rioja informaba de que Fernando Gallego y su esposa, Humildad, iban a salir de París para iniciar una segunda vuelta al mundo con motivo de sus bodas de plata.
El 1 de diciembre de 1964 el periódico Nueva Rioja entrevistó a Fernando Gallego con motivo del viaje de cuatro meses que había realizado con su mujer por toda África.

### Mausoleos en Villoria y Logroño
Construyó dos mausoleos en Villoria y Logroño respectivamente. En el mausoleo de Villoria, que es de piedra, están enterrados sus padres, Luis Gallego Lavera y Brígida Herrera Jorge. El mausoleo de Logroño está decorado con azulejos y mezcla el estilo modernista y egipcio. En este último mausoleo están enterrados él, su esposa y prima Humildad Gallego López, sus suegros y su cuñado.

## Legado documental
La Universidad de Navarra almacena ocho cajas provenientes de una donación que contienen la documentación producida y recopilada por Fernando Gallego a lo largo de su vida. La documentación se ha clasificado del siguiente modo:
- Proyecto de ferrocarril subterráneo de Barcelona a Sarriá.
- Proyecto de Puente sobre el Llobregat.
- Proyecto Compañía del Gramófono.
- Proyecto de edificio del Servicio Sanitario MZA.
- Proyecto de depósito de agua del Matadero de Badalona.
- Proyecto de depósito de Villanueva.
- Proyecto de edificio de títulos, caja y contabilidad de la Estación de Barcelona.
- Proyecto de camino vecinal de Aldealengua a Salamanca (Ing. Manuel Sacristán).
- Aerotecnia S. A.
- Anteproyecto de unión de: Brooklyn - Staten Island; Lisboa - Almada; África - España; Inglaterra - Francia; Dinamarca - Suecia.
- Documentación personal.
- Documentación familiar.